# ポリアクリル酸ナトリウム
ポリアクリル酸ナトリウム（ポリアクリルさんナトリウム、英語: Sodium polyacrylate）とは、高吸水性高分子(SAP)の一種。主要な単位構造は [-CH2-CH(CO2Na)-]n。自重の数百倍から約千倍までの水を吸収、保持できる。

## 概要
高い吸水性は、親水性のカルボキシ基を有し、かつ網目構造の中に多数の水分子を取り込んでゲル構造を作ることによる。水の中にナトリウムやカリウムなどの陽イオンが存在すると吸収力が著しく低下するため、尿や血液などの体液の吸収に使用した場合の吸収力は、水に対するものより低い。

## 用途
水分吸収率の高さを利用して紙おむつ、保冷剤、生理用品、ローション、園芸、緑化材料などに使用されている。他に、蓄冷剤、ドリップ吸収材、結露防止剤、芳香剤、携帯簡易トイレ、洗剤原料、顔料分散剤、繊維処理剤、水処理剤、製油助剤、パッキンなどの用途がある。食品分野でも増粘剤として食品添加物グレードのものが使用される。
用途により、吸水量(吸水倍率)のみならず、吸水速度、保水性(加圧しても水を再放出しない特性)、徐放性、増粘性、凝集力、耐塩基性、耐候性などの異なる特性が求められる。分子量や構造によって特性が変わる。高吸水性のタイプは水溶液重合法、急速吸水タイプは懸濁重合法というように、目的の適性が得やすい重合方法が選ばれる。
用途に合わせて、粉末、顆粒状、球状に成形したものなどが作られて流通している。

## 生産
世界の年間生産規模は約200万トン。主なメーカーグループの年産能力は下記の通り。（グループの国外工場分を含むため、合計しても国別生産量とはならない）
- 日本・日本触媒 - 47万トン
- ドイツ・エボニック - 42.6万トン
- ドイツ・BASF - 40万トン
- 日本・サンダイヤポリマー - 27万トン
- 日本・住友精化 - 20万トン
- 台湾・台湾プラスチック - 7万トン